# Verrières-de-Joux
Verrières-de-Joux település Franciaországban, Doubs megyében. Lakosainak száma 472 fő (2022. január 1.). Verrières-de-Joux Pontarlier, La Cluse-et-Mijoux és Les Fourgs községekkel határos.

## Népesség
A település népessége az elmúlt években az alábbi módon változott:
| Lakosok száma | 417  | 375  | 396  | 420  | 419  | 419  | 450  | 476  | 489  | 472  |
|               | 1968 | 1982 | 1990 | 2006 | 2013 | 2015 | 2017 | 2019 | 2020 | 2022 |